# Gérard Moroze
Gérard Moroze, né le 6 mai 1944 à Montbéliard et mort le 5 juillet 2009 à Bron, est un joueur français de basket-ball.

## Carrière
- 1963-1970 :  ASVEL Villeurbanne (Nationale 1)
- 1970-1975 :  Saint-Vallier (entraîneur-joueur)

## Palmarès
- Champion de France en 1964, 1966, 1968, 1969
- Finaliste du championnat de France en  1965 et 1967
- Vainqueur de la Coupe de France en 1965 et 1967